# Etawah
För andra betydelser, se Etawah (olika betydelser).
Etawah är en stad i den indiska delstaten Uttar Pradesh, och är administrativ huvudort för distriktet Etawah. Staden hade 256 838 invånare vid folkräkningen 2011. Vid staden rinner Etawahkanalen.